# Pitthea fuliginosa
Pitthea fuliginosa är en fjärilsart som beskrevs av Druce 1910. Pitthea fuliginosa ingår i släktet Pitthea och familjen mätare. Inga underarter finns listade i Catalogue of Life.